# L'Action tunisienne
L'Action tunisienne, plus communément appelée L'Action, est un ancien journal francophone de Tunisie fondé par Habib Bourguiba le 1er novembre 1932 en tant qu'organe du Destour puis du Néo-Destour dès sa fondation en 1934. Il réunit des militants nationalistes tels que Béchir M'hedhbi, cofondateur du journal et premier rédacteur en chef, Mahmoud El Materi, Bahri Guiga, M'hamed Bourguiba, Ali Bouhageb et Tahar Sfar.
Devenu quotidien, il continue à paraître après l'indépendance de la Tunisie en 1956. Son dernier numéro paraît le 19 mars 1988. Il est remplacé dès le lendemain par le journal Le Renouveau.